# Kolhapur (distrikt)

Distriktets läge i Maharashtra.

Kolhapur är ett distrikt i delstaten Maharashtra i västra Indien. Befolkningen uppgick till 3 523 162 invånare vid folkräkningen 2001, på en yta av 7 685 kvadratkilometer. Den administrativa huvudorten är Kolhapur.
Kolhapur var förr en vasallstat i det brittisk-indiska presidentskapet Bombay. Den hade en yta av 7 394 kvadratkilometer och 910 011 invånare år 1901, varav 95% var hinduer. Huvudstaden Kolhapur hade samma år 54 373 invånare.

## Administrativ indelning
Distriktets är indelat i tolv tehsil (en kommunliknande enhet):
- Ajra
- Bavda
- Bhudargad
- Chandgad
- Gadhinglaj
- Hatkanangle
- Kagal
- Karvir
- Panhala
- Radhanagari
- Shahuwadi
- Shirol

## Städer
Distriktets städer är Kolhapur, distriktets huvudort, samt:
- Ajra, Gadhinglaj, Gandhinagar, Hupari, Ichalkaranji, Jaysingpur, Kabnur, Kagal, Kalambe Turf Thane, Korochi, Kurundvad, Malkapur, Murgud, Pachgaon, Panhala, Uchgaon och Vadgaon Kasba